# Château des Yveteaux
Le château des Yveteaux est une demeure reconstruite au XVIe siècle qui se dresse sur le territoire de la commune française des Yveteaux, dans le département de l'Orne, en région Normandie.
Le château, propriété privée non ouvert à la visite, est partiellement inscrit au titre des monuments historiques.

## Localisation
Le château est situé, au milieu d'un vaste étang, à 400 m au sud de l'église Saint-Taurin sur le territoire de la commune des Yveteaux, dans le département français de l'Orne.

## Historique
Le château, qui rappelle le souvenir du poète Vauquelin de La Fresnaye, a été reconstruit vers 1575 par Charles Vauquelin. Le château fut remanié au début du XIXe siècle, avec la suppression de ses ponts-levis, mais entouré d'un parc paysager, puis restauré vers 1910 par le vicomte d'Anteroches.
En 1998, il était la possession de M. Bernard Teilhard de Chardin.

## Description
Le château du XVIe siècle, entouré de fossés, a conservé deux tours, ainsi qu'un portail flanqué de deux pavillons crénelés.

## Protection
Les deux pavillons d'entrée ; les façades et les toitures du château ; la terrasse nord et les douves ; les façades et les toitures des communs ouest — y compris la tour du fruitier ; les façades et les toitures des communs est — y compris la chapelle, et à l'exclusion du corps de bâtiment reconstruit en 1910 ; l'orangerie dite « pavillon de l'Aurore », ainsi que les murs d'enceinte et l'espace occupé par les anciens jardins, sont inscrits au titre des monuments historiques par arrêté du 8 novembre 1988.